# M7 (spoorwegrijtuig)

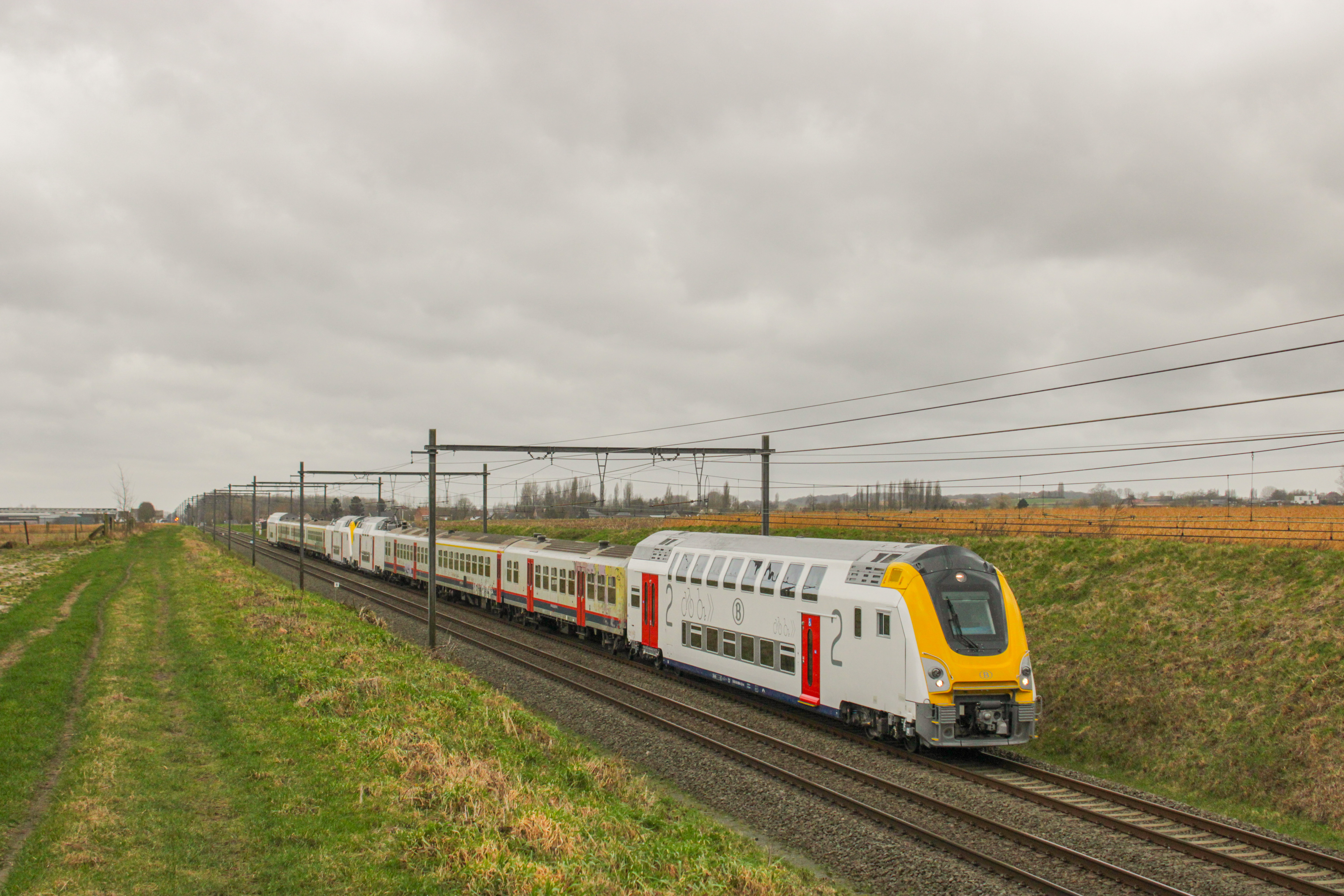
M7 BDx75054, midden = BMx'en 76088 en 76040, einde BVx 75070 met daartussen M4-rijtuigen

M7 is een serie dubbeldeksrijtuigen van de NMBS voor gebruik binnen België en in Luxemburg. Ze worden gebouwd door Bombardier en Alstom. Alstom bouwde de gemotoriseerde koprijtuigen in Charleroi en Valenciennes en het ETCS level 2-beveiligingssysteem voor alle rijtuigen. De eindassemblage van de andere rijtuigen gebeurde door Bombardier in Brugge (het vroegere BN, en nu Alstom Brugge).
M7-rijtuigen kunnen vlot gekoppeld worden met M6-rijtuigen, al zijn dan niet alle mogelijkheden functioneel en hebben homogene M7-stammen daarom de voorkeur.
Ze mogen op Belgische hogesnelheidslijnen (HSL 2,  HSL 4) rijden en zijn gepland om ook in het Groothertogdom Luxemburg toelating te krijgen, maar niet in Duitsland (ze kunnen niet om met de voedingsspanning 1~kV AC die daar uit de locomotief komt) noch in Frankrijk (omgrenzingsprofiel). De rijtuigen voldoen aan het Nederlandse omgrenzingsprofiel, kunnen om met de spanning in Nederland en zouden in principe in Nederland kunnen rijden. De eigen stuurrijtuigen kunnen standaard niet rijden onder de Nederlandse treinbeïnvloeding.
De treinen hebben een instaphoogte van 0,63 m terwijl de meest gangbare perronhoogtes in België 0,55 m en 0,76 m zijn. Hierdoor is het voor personen met beperkte mobiliteit moeilijk om op zelfstandige basis in te stappen en uit te stappen. Ook maakt dit in- en uitstappen met bagage moeilijker vanwege het hoogteverschil tussen trein en perron. De mobiliteitswagon met verlaagde deurdrempel op 55 cm heeft binnenin nog een helling 8 cm naar beneden.  Bij een bijkomende bestelling in december 2020 waren 130 autonoom toegankelijke rijtuigen met een instaphoogte van 76 cm voor personen met een beperkte mobiliteit. Een jaar later, in december 2021, werden nog eens 98 rijtuigen besteld.

## Geschiedenis
De NMBS bestelde in een eerste fase 445 rijtuigen goed voor meer dan 50.000 zitplaatsen aan een totale prijs van 1,3 miljard euro, te leveren tussen 2018 en 2021. Er werd een optie getekend voor 917 bijkomende rijtuigen, wat het totaal op 1362 rijtuigen en 105.000 zitplaatsen zou brengen, voor een totaalbedrag van 3,3 miljard euro. De eerste levering in 2018 werd niet gehaald.
De eerste 445 rijtuigen zijn opgedeeld in 90 gemotoriseerde stuurrijtuigen, 65 stuurrijtuigen en 290 rijtuigen. Het aandeel van Bombardier in deze eerste bestelling wordt op 787 miljoen euro geraamd, het aandeel van Alstom op 471 miljoen euro.
In februari 2018 werd een eerste prototype-rijtuig voorgesteld bij Bombardier Brugge. In de Brugse fabriek wordt de afwerking van de rijtuigen gerealiseerd en worden tests uitgevoerd.
In december 2020 kondigde de NMBS aan dat ze nog 204 extra rijtuigen van het type M7 hadden besteld bij de producent Bombardier-Alstom, voor 450 miljoen euro. De bestelling bestaat uit 130 rijtuigen die een toegangsdeur hebben met een instaphoogte van 76 centimeter en deze zullen autonoom toegankelijk zijn voor reizigers met een beperkte mobiliteit. Het tweede deel van de bestelling bestaat uit 68 rijtuigen met een stuurpost en met plaats voor fietsen en kinderwagens. Deze zullen ook vooral ingezet worden op intercitytrajecten. De eerste leveringen zijn gepland voor 2024.
In december 2021 werden 98 nieuwe multifunctionele rijtuigen besteld.
De drie bestellingen samen tellen 747 rijtuigen met 84.000 zitplaatsen, voor ruim drie miljard euro.
In oktober 2024 werd het 445e rijtuig in gebruik genomen en daarmee was de eerste fase volledig in dienst. De planning was toen om tegen eind 2026 alle rijtuigen geleverd te hebben, waarmee de M7 de meest voorkomende trein zal zijn in België.

## Materieel

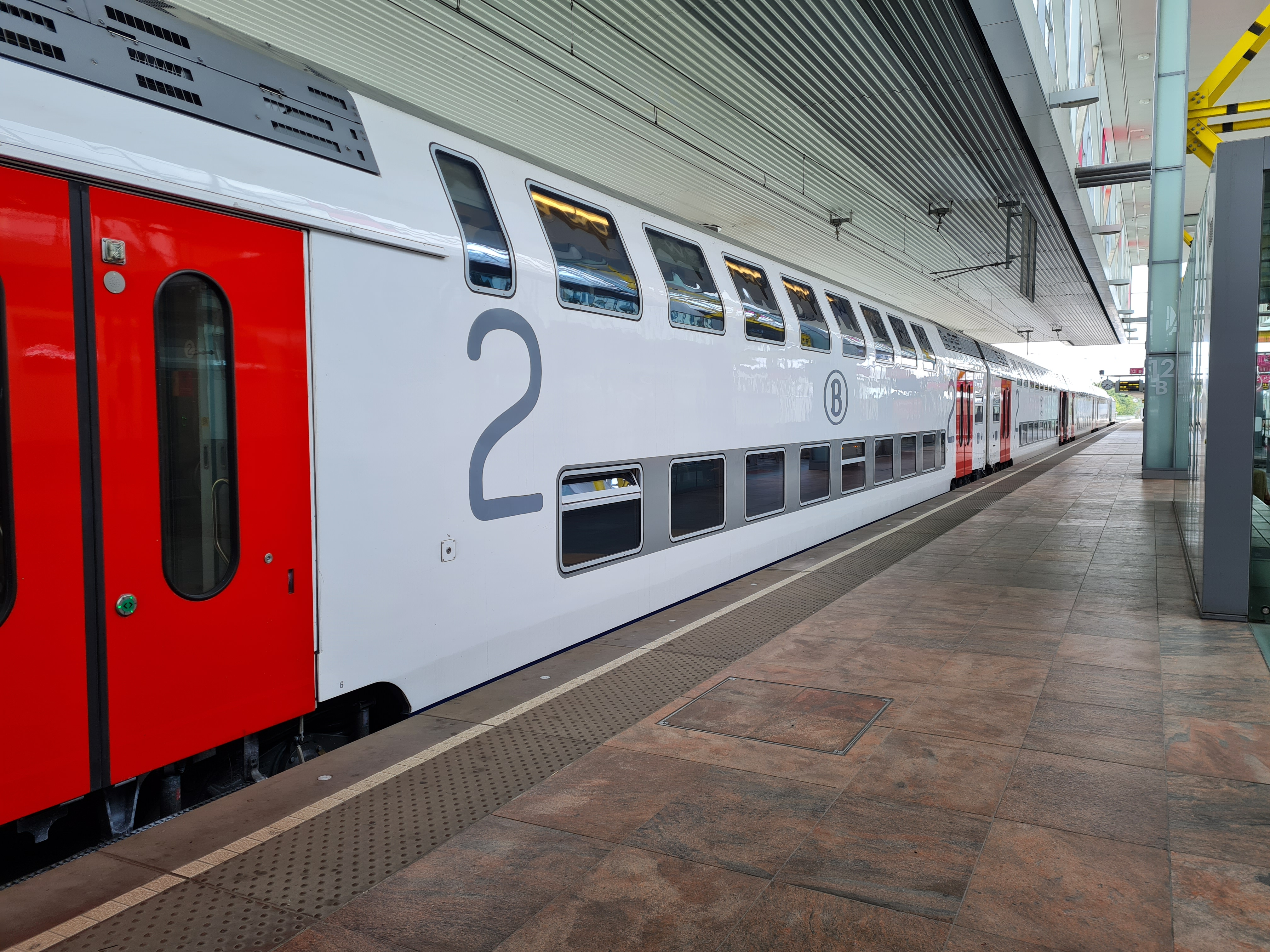
Een M7-rijtuig in Gent-Sint-Pieters

De M7-rijtuigen zijn vooral bedoeld als intercitymaterieel op de drukke Belgische hoofdlijnen via de Noord-Zuidverbinding.
Ze hebben airconditioning en een gesloten toiletsysteem. Naast de binnendeuren worden informatieschermen aangebracht waarop reisinformatie van het "RIS"-systeem wordt getoond. 
In vergelijking met de M6-rijtuigen zijn er meer comfortabele zitplaatsen, informatieschermen, hogere plafonds, meer beenruimte bij tegenover elkaar staande zetels, ruimte voor grote bagage en meer stopcontacten. In eerste instantie werd ook een wifiverbinding als optie aangeduid, maar dit werd later te duur geacht.

### Varianten

#### M7 AB
Dit is een rijtuig met eerste en tweede klasse. In tegenstelling tot de M6-rijtuigen zijn er geen rijtuigen binnen de M7-reeks met enkel zitplaatsen eerste klasse. Bij deze AB-rijtuigen bevindt de eerste klasse zich op de bovenste verdieping.

##### Stiltezone
Tegen de zomer van 2025 worden M6 en M7 uitgerust met een stiltezone per trein, op de benedenverdieping.
Bij de M7 gaat het om de tweede klas onder de eerste klas.

#### M7 B
Dit is een rijtuig tweede klasse.

#### M7 BD

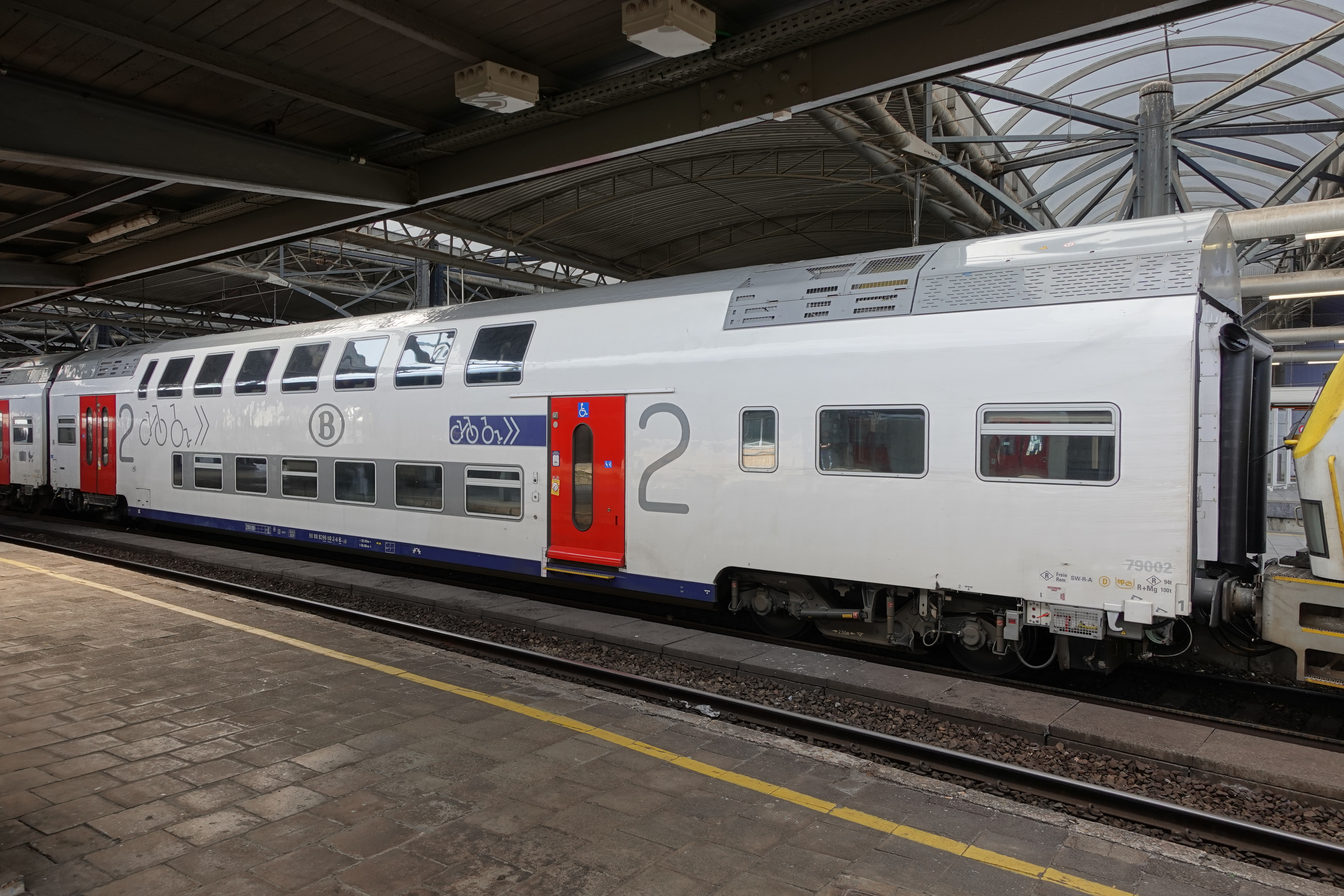
M7 BD-rijtuig.

Het multifunctioneel rijtuig M7 BD is een autonoom toegankelijk rijtuig tweede klasse, geschikt voor rolstoelgebruikers (deur voor autonome toegankelijkheid bij perronhoogte 76 cm + toilet) of 8 fietsplaatsen.
Het eerste rijtuig werd in februari 2024 voorgesteld, kwam in januari 2025 in dienst, en was vanaf maart 2025 effectief toegankelijk.

##### Lagere, autonome deur op 76 cm
De M7 BD is het eerste eigen gelijkvloerse rijtuig van de NMBS met uitschuiftreden aan een deur waar rolstoelen en kinderwagens vanop een hoog perron van 76 cm kunnen binnenrollen, na de Drielandentrein, die geen eigendom is van de NMBS.
De aanwezigheid van een lagere, toegankelijke deur op de benedenverdieping ter vervanging van de "normale" hogere deur, dus een deur minder dan bij de voorganger M6 BD, heeft gevolgen:
- De toegankelijke deur op een M7BD opent enkel op een perron van 76 cm hoog, op lagere perrons opent de deur niet en moeten ook de reizigers op de benedenverdieping via een standaarddeur elders in- en uitstappen.
- De bovenverdieping heeft enkel een uitweg (via de trap) aan één kant, die van de standaarddeur, waardoor het in- en uitstappen daar trager gaat.

#### Stuurrijtuigen
De stuurrijtuigen kunnen samenwerken met de eigen M7-motorrijtuigen of een locomotief HLE 18 en 19 aan de andere kant van een stam. Ook HLE 13 is in principe mogelijk.

##### M7 BDx

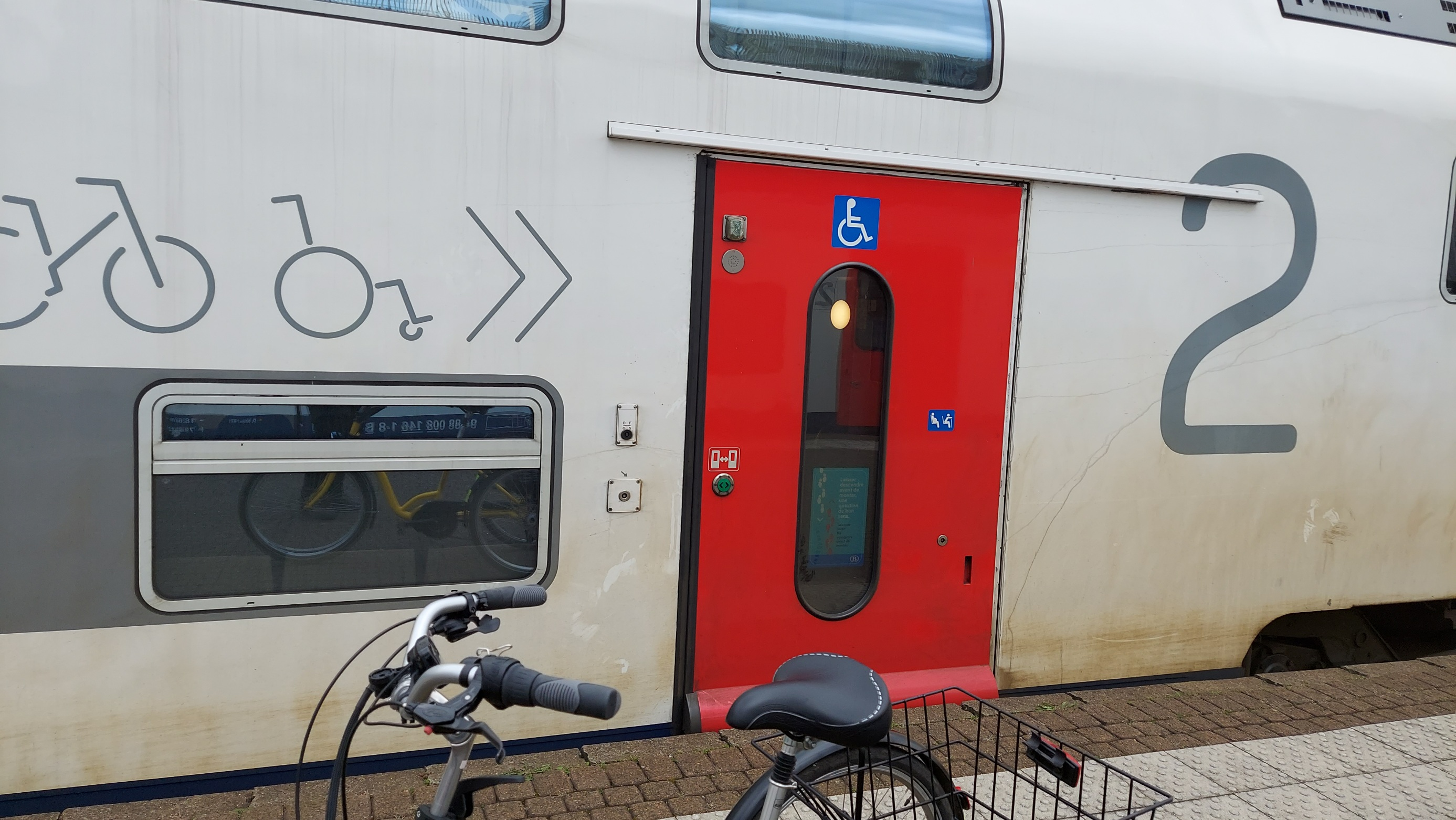
Fiets- en rolstoeldeur van een M7 BDx.

Dit is een multifunctioneel stuurrijtuig, tweede klasse, met ook plaats voor rolstoelgebruikers (deurhoogte 63 cm, dus niet gelijkvloers + toilet) of 12 fietsplaatsen

##### M7 BVx
Dit is een multifunctioneel stuurrijtuig, tweede klasse, met ook plaats voor 16 fietsen. Het werd in 2023 geïntroduceerd als alternatief voor de BDx, omdat voor rolstoelgebruikers de toekomstige BD voorzien werd.

#### Gemotoriseerde stuurpost (Bmx)

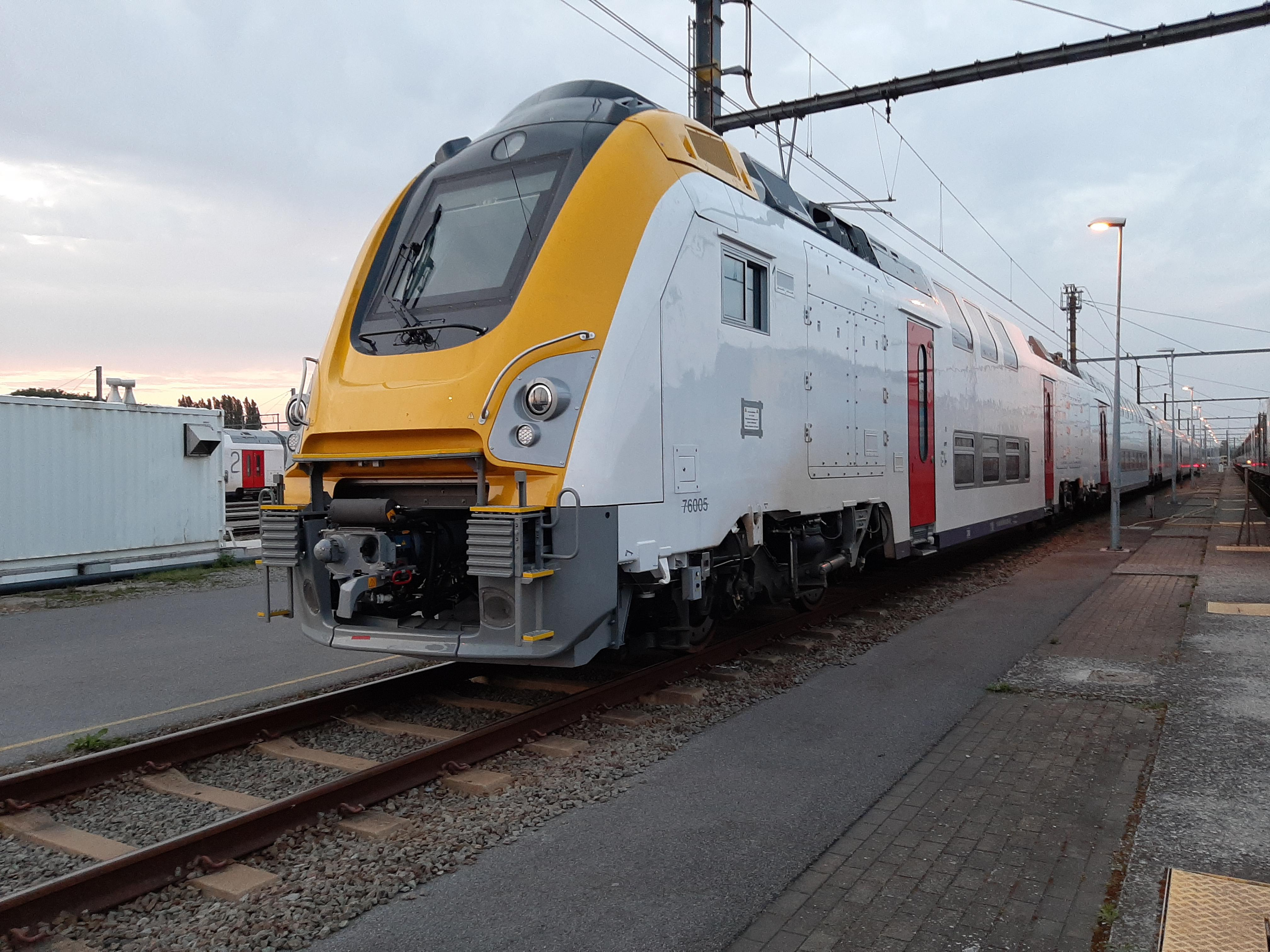
M7 Bmx-rijtuig

In tegenstelling tot de voorgaande generaties dubbeldeksrijtuigen, is er bij de M7-rijtuigen geopteerd om gemotoriseerde stuurposten op te nemen in de bestelling. Deze rijtuigen, genummerd van 76001 tot 76090 zijn een samenstelling van een locomotief en een rijtuig. In dit rijtuig is plaats voor 52 personen in tweede klasse. Volgens de oorspronkelijke ontwerpen kan één Bmx-rijtuig vijf rijtuigen (inclusief zichzelf) trekken. Ze rijden echter vier- tot zesdelig rond. 
Een Bmx-rijtuig kan ingezet worden als vervanging van een locomotief. Dankzij de GF-koppeling aan de kant van de stuurpost kan snel gekoppeld worden met andere M7-stammen, maar ook met treinstellen zoals de Desiro (MS08) en locomotieven met GF-koppeling (HLE 19).
Een Bmx-rijtuig kan samenwerken met een gewone locomotief zoals HLE 18 aan de andere kant van een stam, waarbij beide tractie leveren.
Dit Bmx-rijtuig is naast de M7-rijtuigen ook compatibel met M4-, M5- en M6-rijtuigen.
Sinds april 2024 rijdt de M7 Bmx ook (occasioneel) op de HSL 2.

#### Toegankelijkheid
Na indienstneming van alle rijtuigen zal elke M7-trein beschikken over minstens één autonoom toegankelijk rijtuig BD.

#### Fietsen
De verschillende varianten met plaats voor fietsen zijn BVx (16), BDX (12) en BD (8).
Na indienstneming van alle rijtuigen zal elke M7-trein beschikken over een multifunctioneel rijtuig met plaats voor fietsen en kinderwagens, waardoor er plaats zal zijn voor minstens zestien fietsen per M7-trein.

## Vervangt
Door de instroom van de capaciteit van de M7 wil de NMBS het volgende oudere materieel vervangen: de treinstellen MS66, MS73 en MSCR, de rijtuigen M4 en de locomotieven HLE 21 en HLE 27, en in een latere fase de rijtuigen I6, I10 en M5.

## Inzet
De allereerste inzet van de M7-rijtuigen vond plaats op 13 januari 2020 tot 26 februari 2020, toen enkele M7-rijtuigen meereden in de P-trein 7401 en 8400 van Liège-Guillemins naar Brussel-Zuid. Ondertussen rijden deze treinen weer volledig met M4-rijtuigen. Er rijden M7-rijtuigen mee in P-treinen tussen Visé en Brussel-Zuid samen met I11-rijtuigen. Sinds januari 2021 worden de M7-rijtuigen ingezet op alle treinen van de IC-01-verbinding tussen Oostende en Eupen. Op 23 augustus 2021 reed de eerste homogene stam M7-rijtuigen van Schaarbeek richting Gent-Sint-Pieters verzekerd als piekuurtrein 8014 en dat in beide richtingen.
Vanaf 5 februari 2024 rijden het M7 Bmx-motorrijtuig en M7 BDx-stuurrijtuig aan beide uiteinden van enkele stammen met M4-rijtuigen, zodat deze oudere rijtuigen nog kunnen blijven rijden zonder inzet van HLE18-locomotieven (en M4-stuurrijtuigen).

### Inzet van het stuurrijtuig (BDx)
Doordat de stuurrijtuigen een GF-koppeling hebben, kunnen ze niet samenwerken met een opdrukloc, meer bepaald op de steile helling van Ans. Om problemen hiermee te voorkomen, worden ze niet ingezet op intercityverbindingen 01 (Oostende - Eupen) en Kortrijk - Welkenraedt.

### Inzet 2021
- IC 01 Oostende - Eupen (gecombineerd met I11- en I10-rijtuigen)
- IC 20 Gent-Sint-Pieters - Tongeren (volledige trein, 2 keer per dag)
- P Schaarbeek - Gent-Sint-Pieters (volledige trein, 2 keer per dag)

### Inzet 2022
- IC 01 Oostende - Eupen (gecombineerd met I11- en I10-rijtuigen, alle treinen uitgezonderd IC 522).

Gecombineerde trein = heterogene samenstelling
- IC 20 Gent-Sint-Pieters - Tongeren (volledige trein, 4 keer per dag per richting (IC 2204, IC 2205, IC 2213, IC 2214, IC 2230, IC 2231, IC2239 en IC 2240)). Voorlopig uitgesteld, wegens problemen bij de homologatie. De bovenvermelde treinen worden verzekerd met vervangingsmaterieel (4× I11 en 6x I6, getrokken door HLE21 of HLE18) tot nader bericht.

Volledige trein = homogene samenstelling
Volgende treinen worden verzekerd met een homogene samenstelling (6× M7 inclusief stuurrijtuigen M7 BDx en M7 Bmx):
- P7306 Tongeren - Brussel-Zuid
- P8305 Brussel-Zuid - Tongeren
- IC2242 Hasselt - Gent-St.-Pieters
- P7012 Gent-St.-Pieters - Schaarbeek
- P8014 Schaarbeek - Gent-St.-Pieters
- IC2220 Gent-St.-Pieters - Hasselt

### Inzet 2023
Sinds 11 december 2022 rijden er o.a. M7-rijtuigen op deze diensten:
- IC 5xx Oostende - Eupen (gecombineerd met I11 / I6 / I10 / M6)
- IC 22xx Gent-St.-Pieters - Tongeren
- IC 15xx Blankenberge - Genk (M7 Bmx gecombineerd met M6)
- IC 17xx Quievrain - Liege-Guillemins
- P7013 Sint-Niklaas - Schaarbeek
- P8013 Schaarbeek - Sint-Niklaas

Sinds 12 juni 2023 rijden er ook M7-rijtuigen op deze diensten:
- IC 32xx Kortrijk - Sint-Niklaas

### Inzet Kust-Express 2022
- EXP18442 Tongeren - Oostende
- EXP18461 Brussel-Noord - De Panne

Gecombineerde trein = heterogene samenstelling

### 2024
In 2024 werd de M7 gebruikt voor volgende IC-verbindingen:
- Eupen - Oostende
- Blankenberge - Genk
- Luik - Quiévrain
- Kortrijk - Sint-Niklaas
- Brussel - Namen - Luik
- Gent - Tongeren
- Kortrijk - Oudenaarde - Brussel

### Luxemburg
M7-rijtuigen mogen net zoals M6 in Luxemburg niet rijden buiten lijn 5 (Aarlen - Luxemburg), omdat enkel die omgebouwd is voor het grotere dwarsprofiel bovenaan.
Vanaf december 2024 werden de gewone M7-rijtuigen ook naar Luxemburg ingezet, weliswaar nog niet met het eigen stuurrijtuig maar omringd door een M6-stuurrijtuig en een HLE 13.

## Foto's interieur

### Motorrijtuig

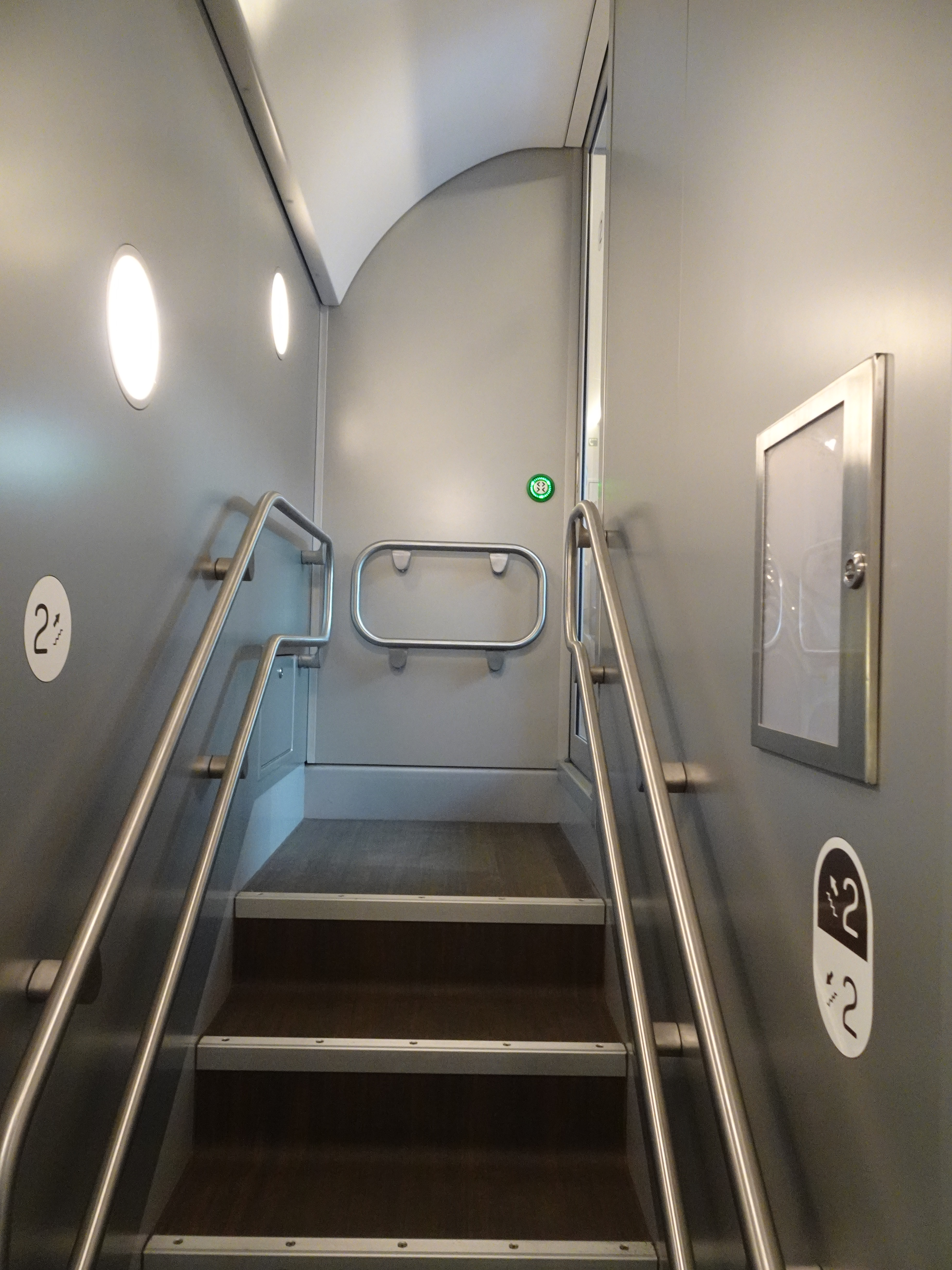
Motorrijtuig, trappen
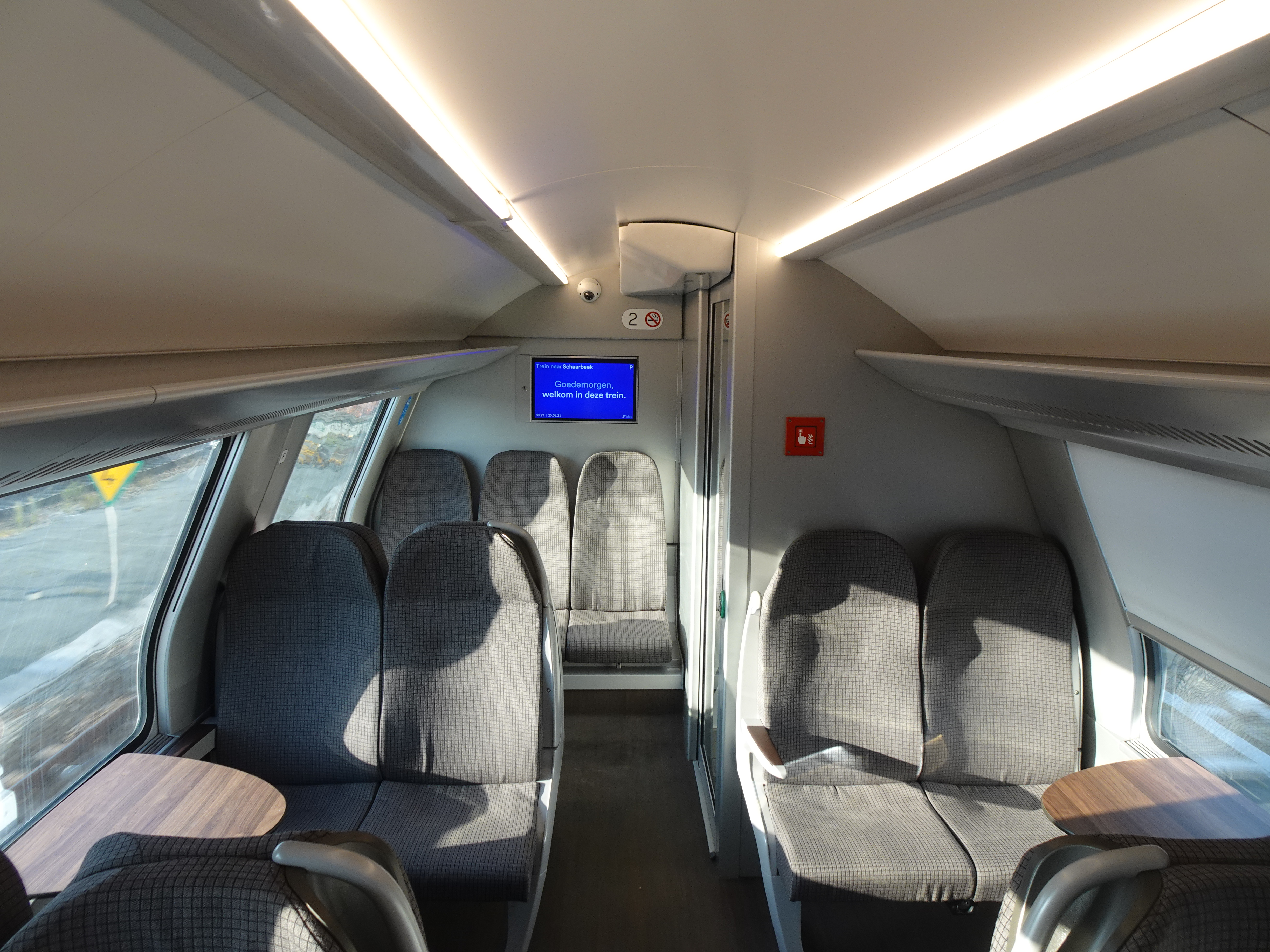
Bovenverdieping
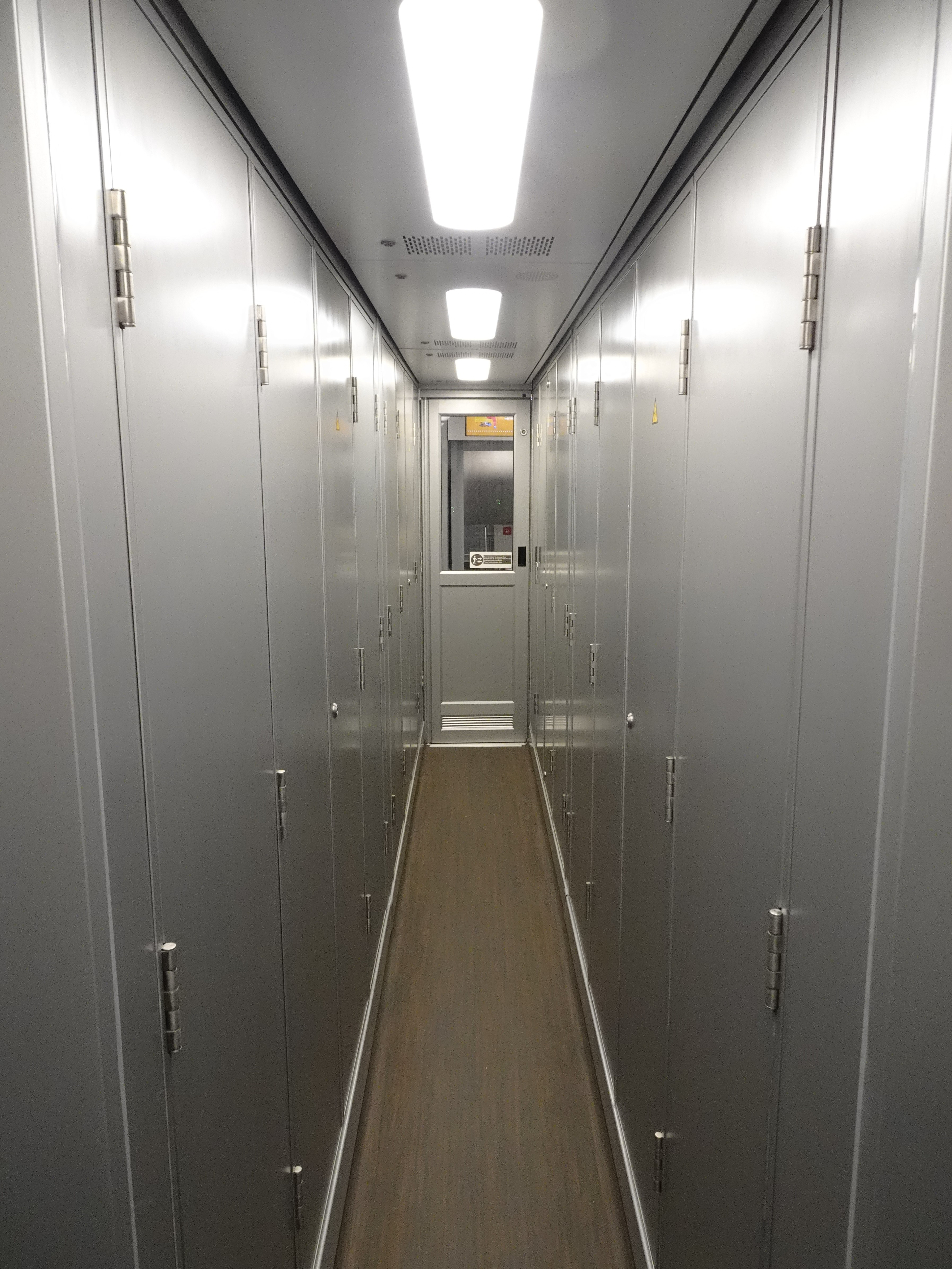
Gang door de motorafdeling

### Rijtuigen eerste- en tweede klasse

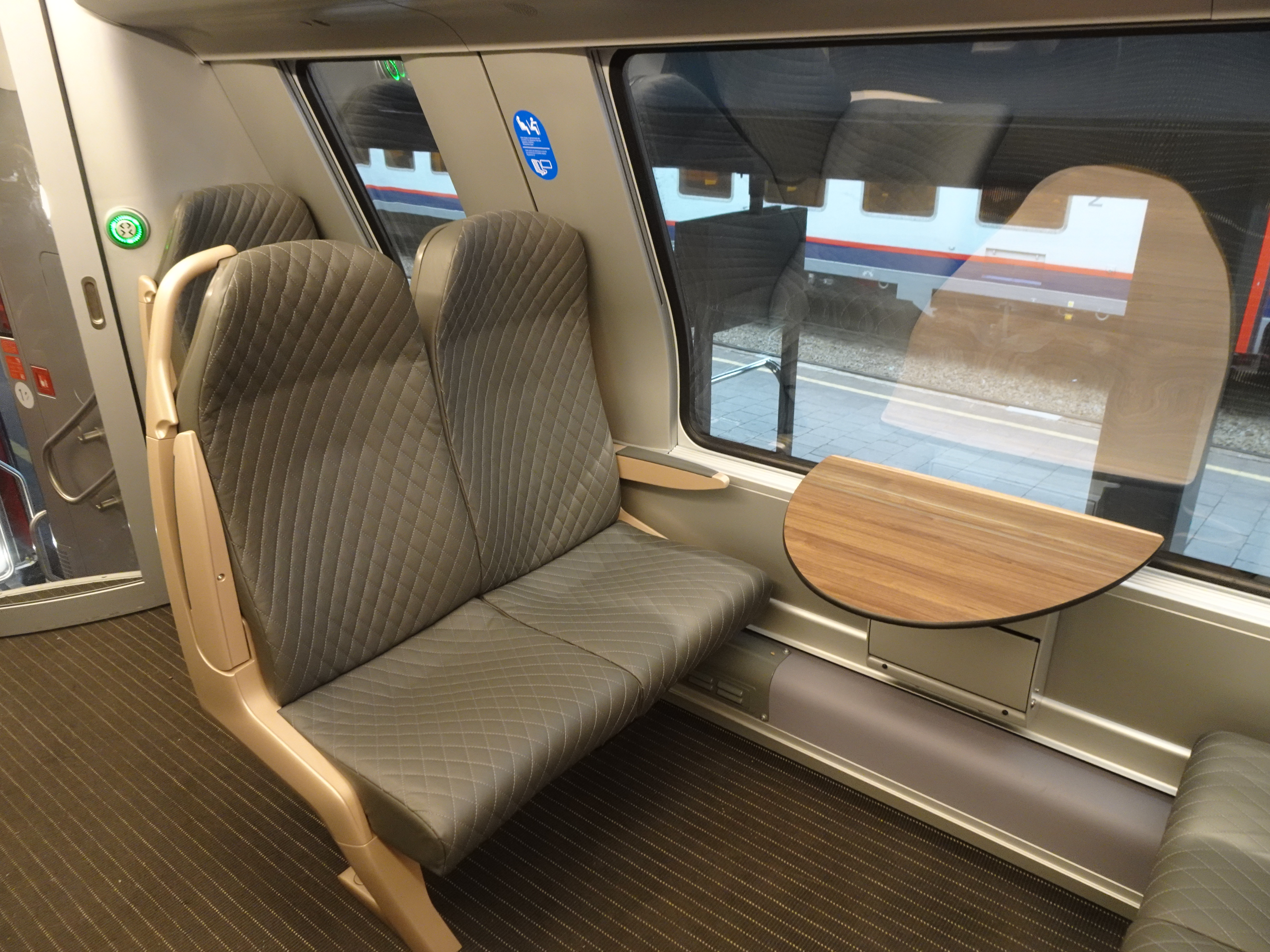
Zetels in de eerste klasse
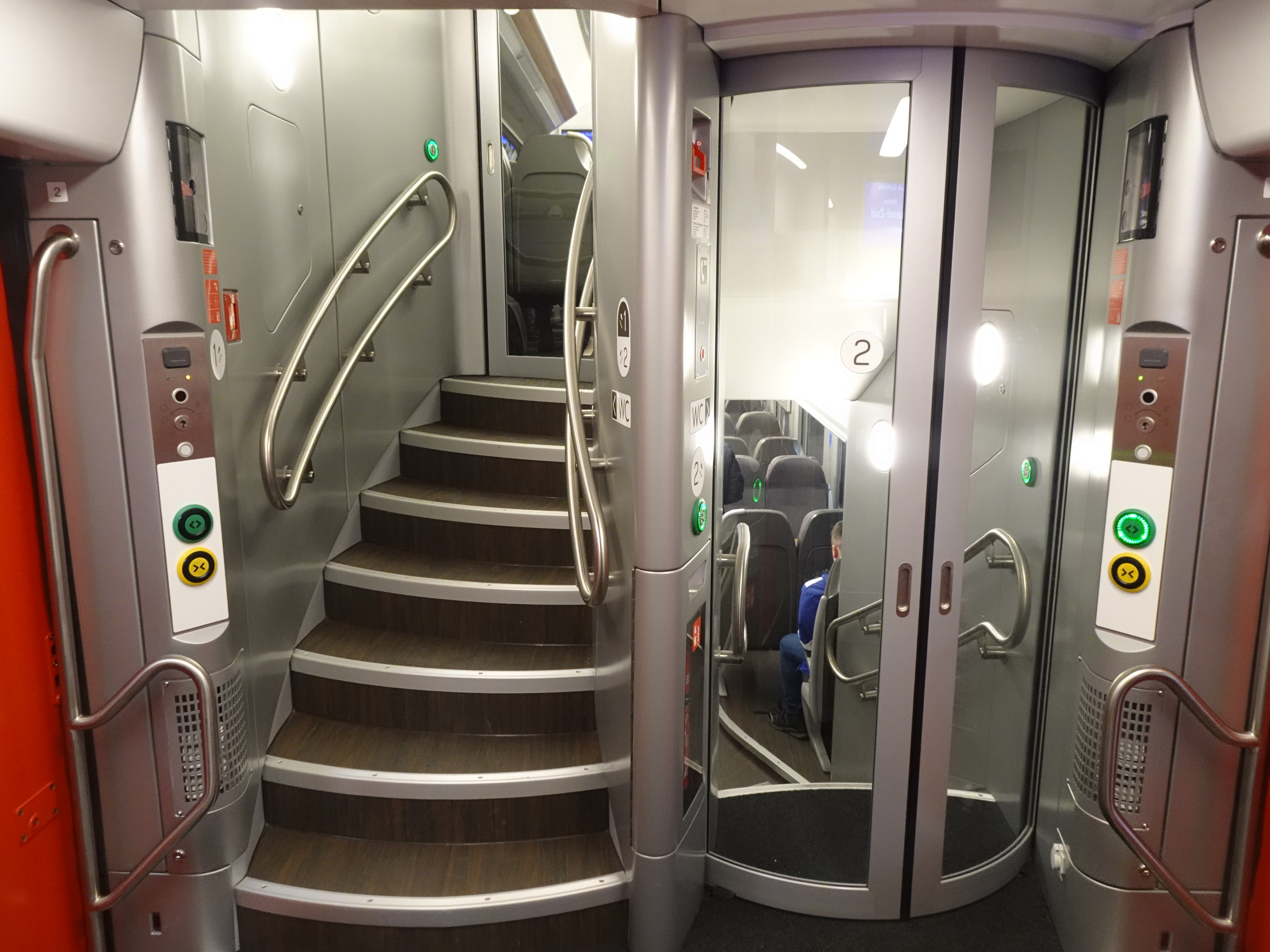
Trappen naar eerste klas en tweede klas
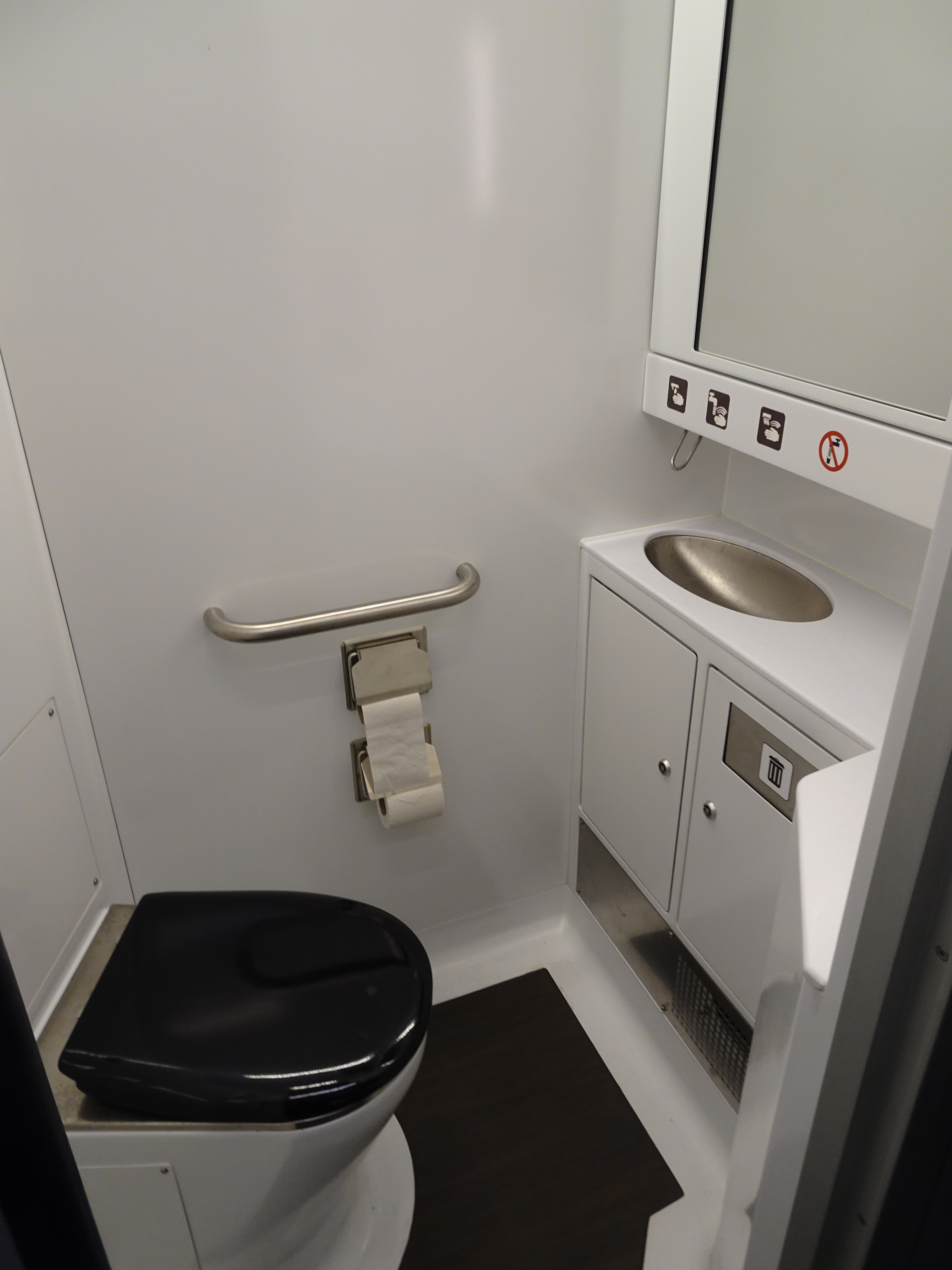
Toilet in een tweedeklasserijtuig zonder rolstoelafdeling
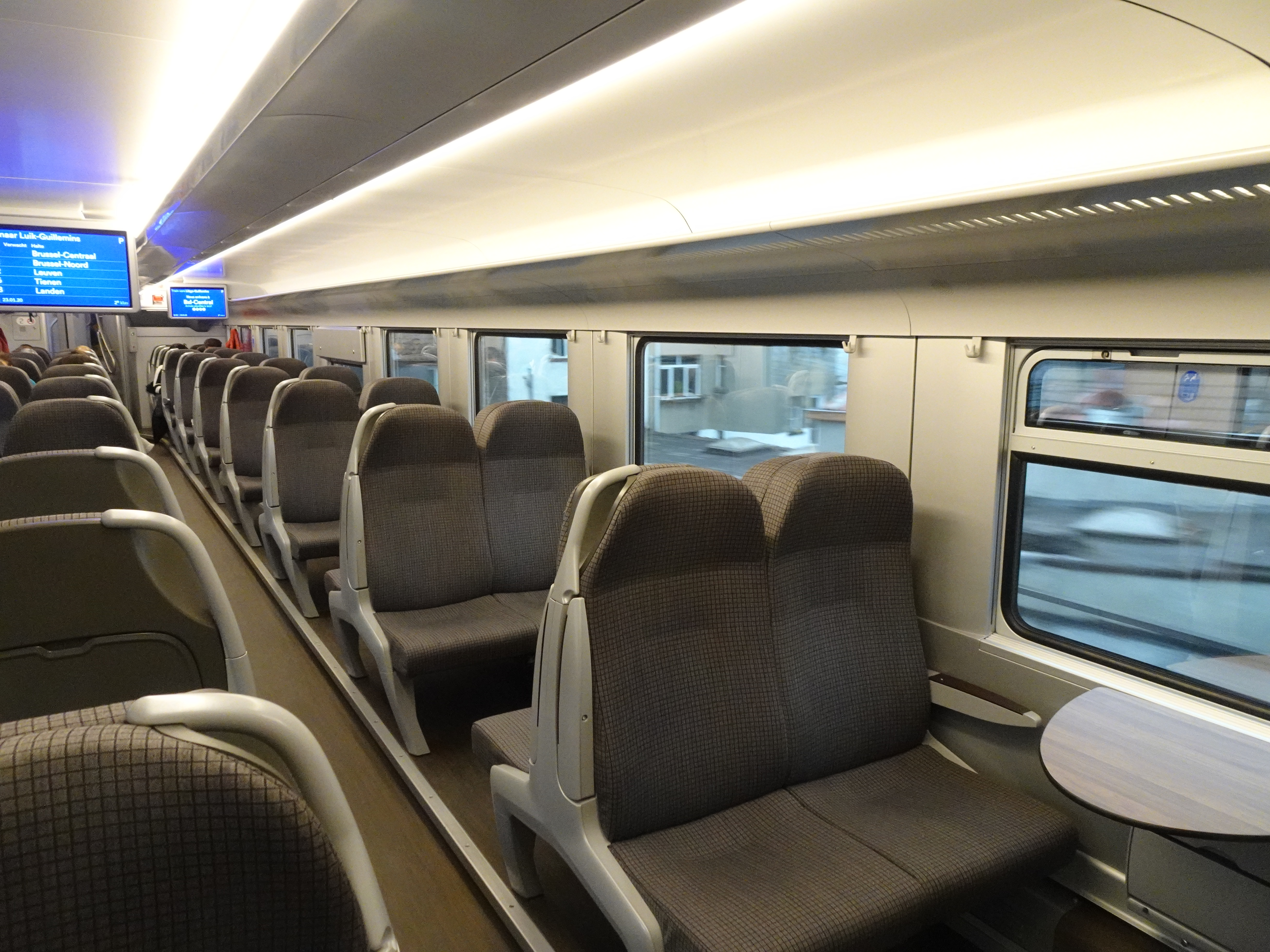
Gang op de benedenverdieping van een tweedeklasserijtuig
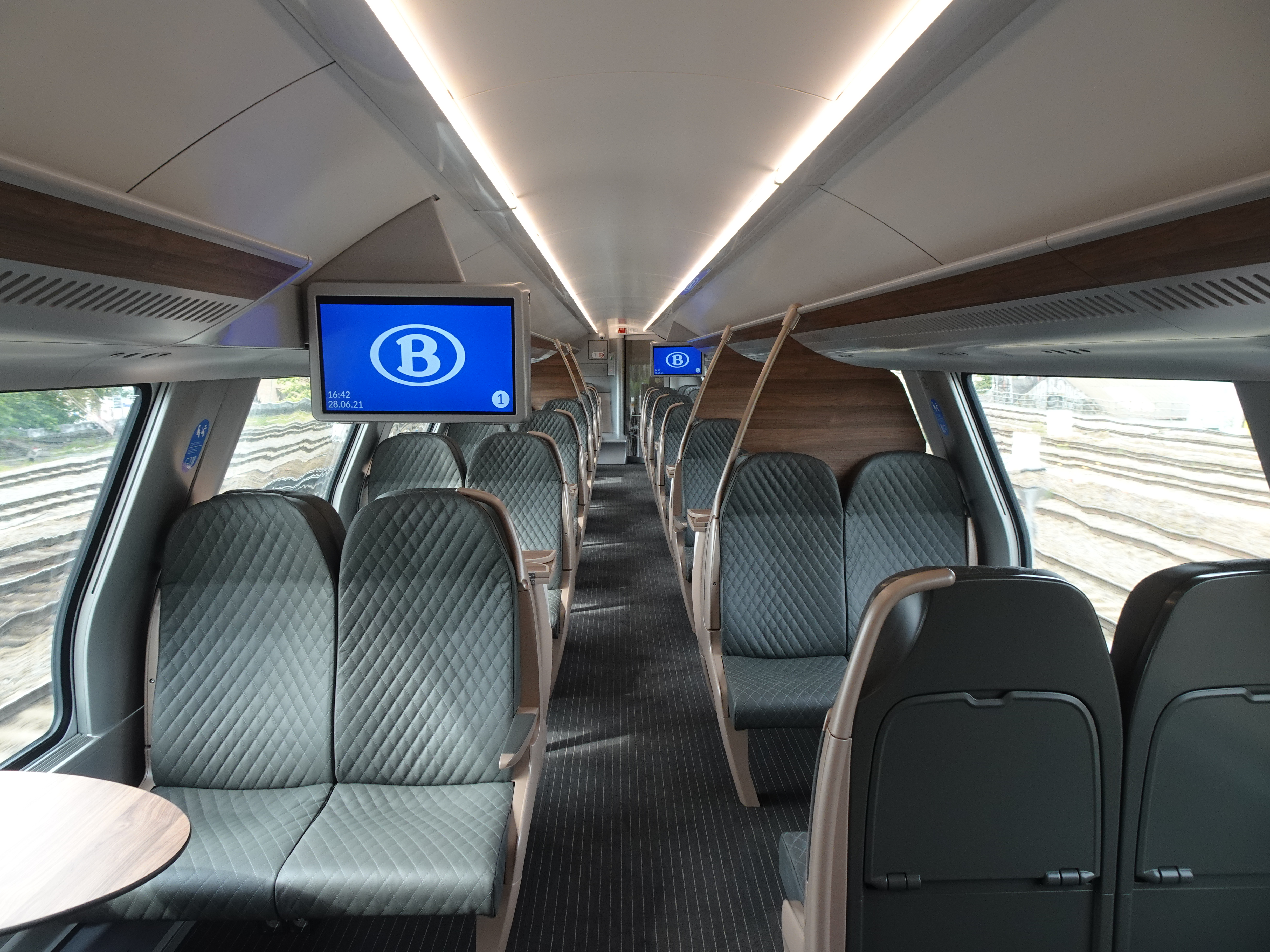
Gang in de eerste klasse op de bovenverdieping
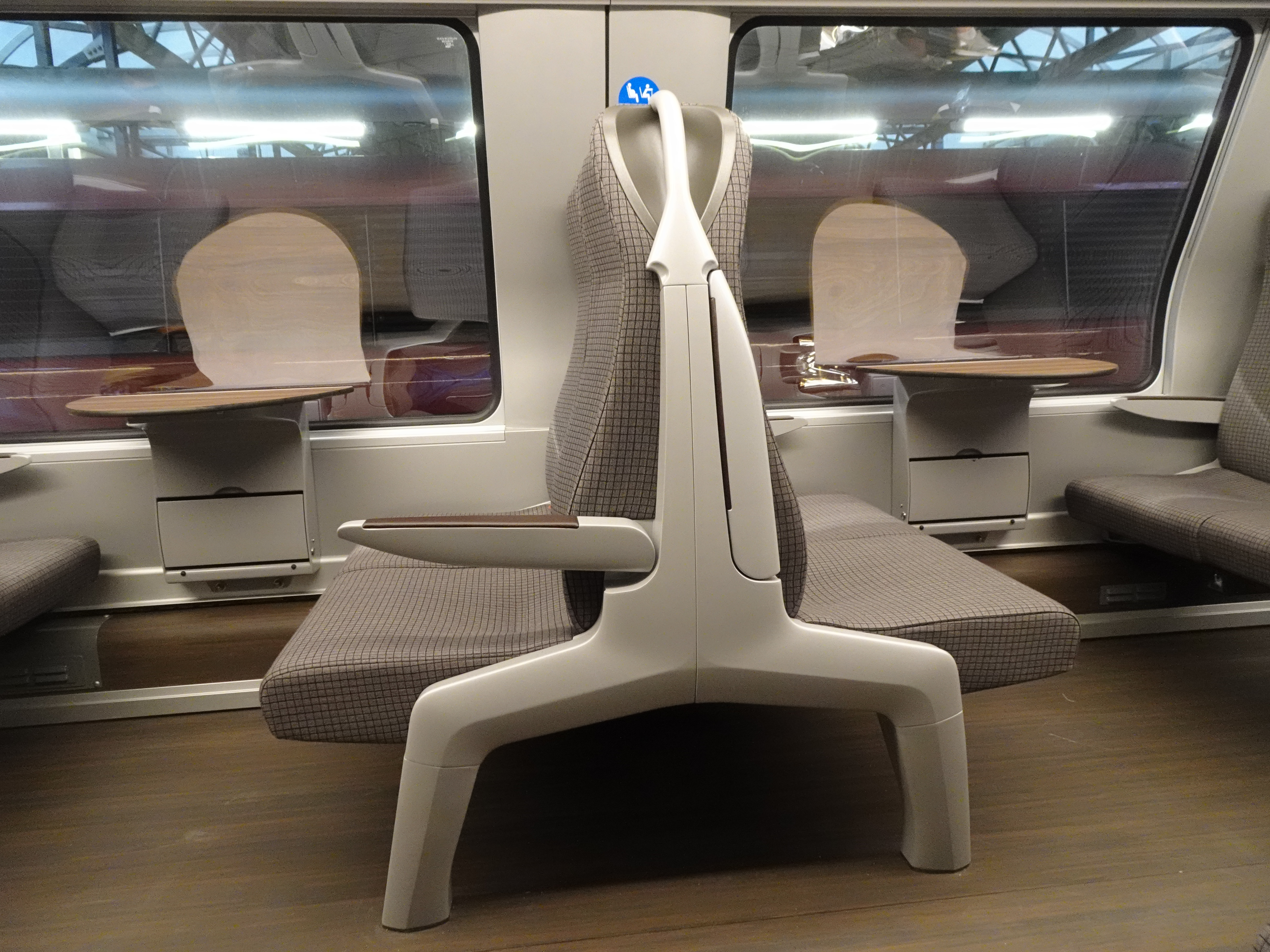
Interieur in de tweede klasse
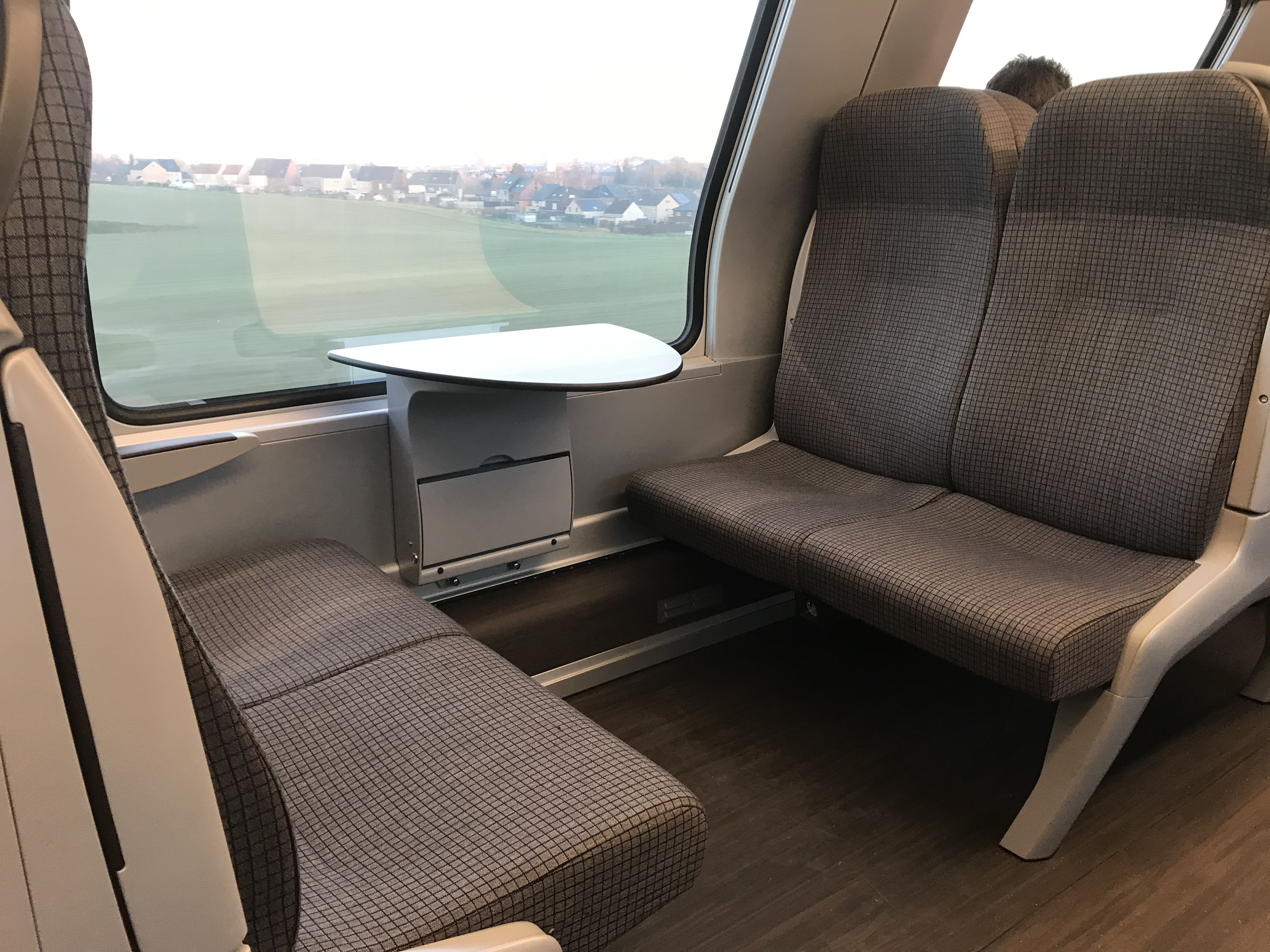
Zetels in de tweede klasse
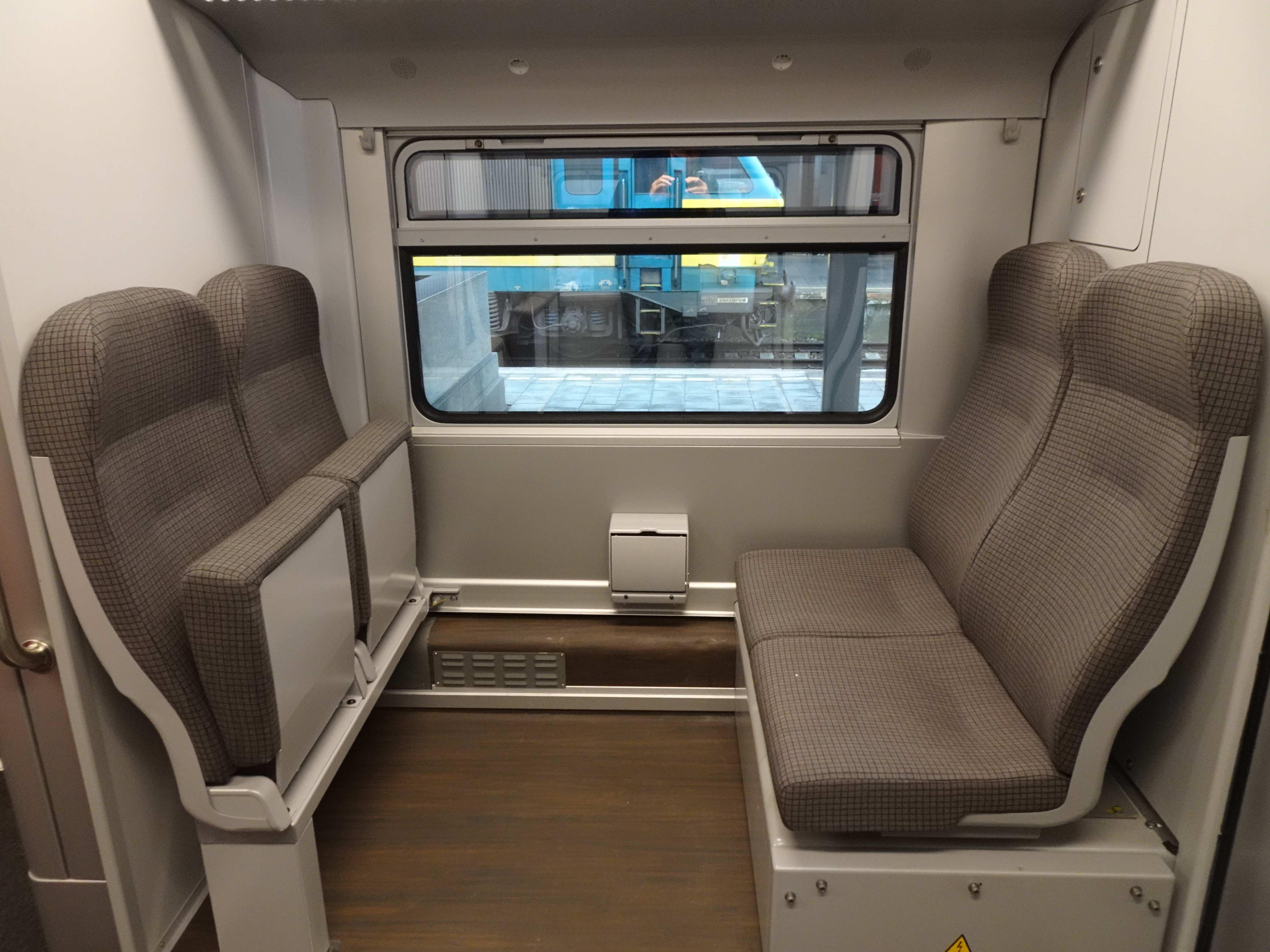
Multifunctionele ruimte in de tweede klasse

### Stuurrijtuig

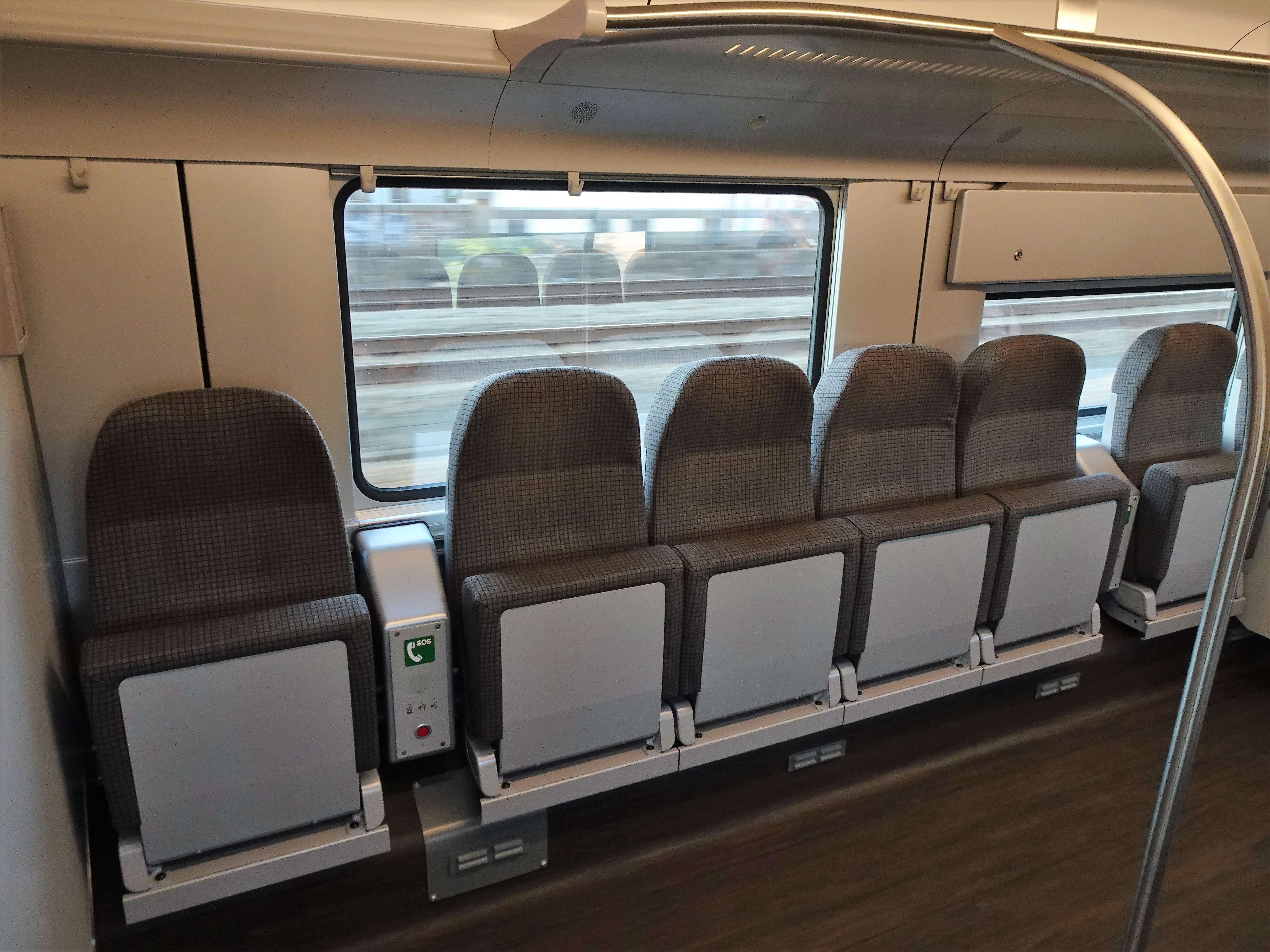
Fiets- en rolstoelruimte in een stuurrijtuig
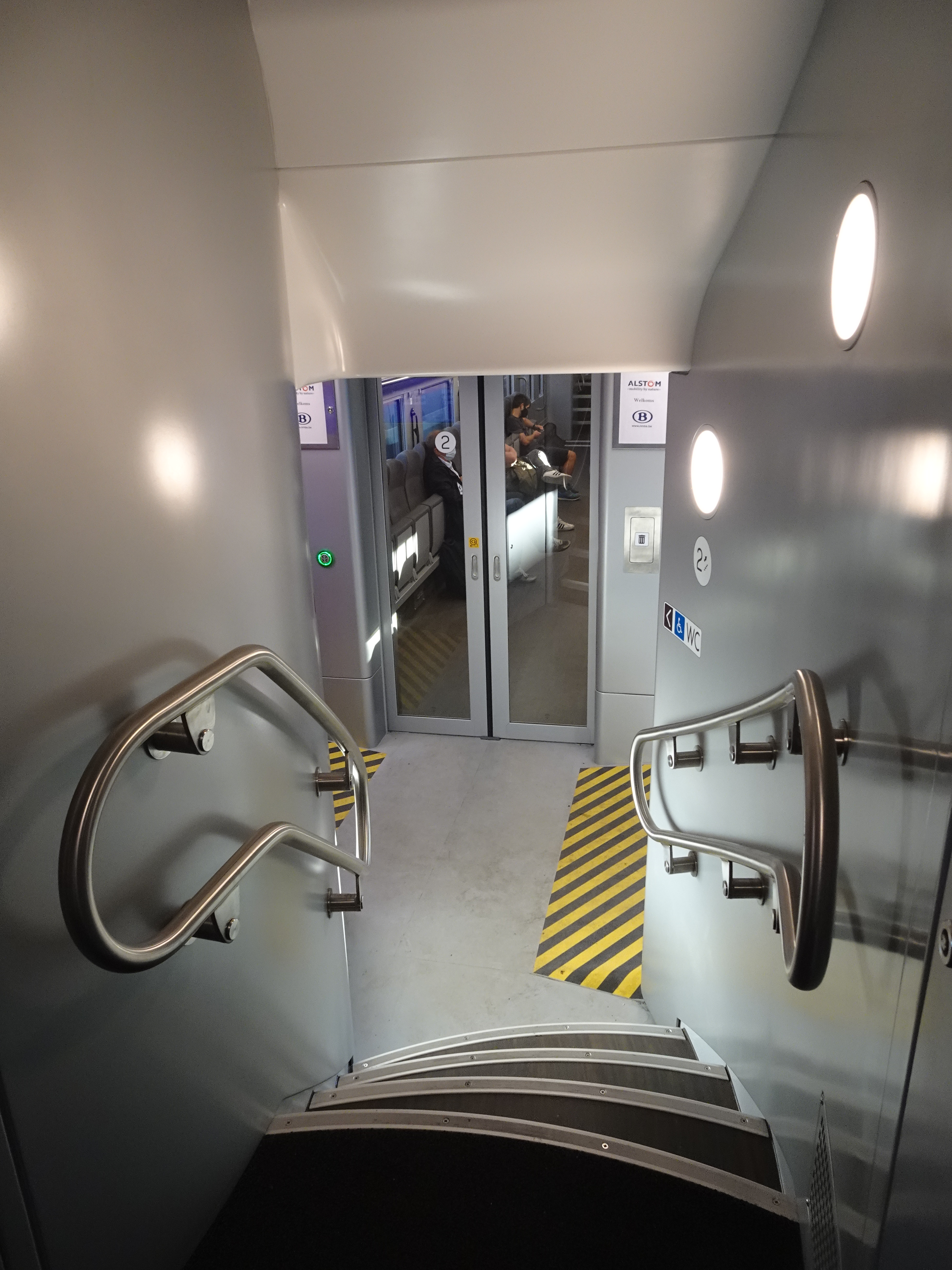
Trap die naar het platform met verlaagde deuren (op perronhoogte) leidt
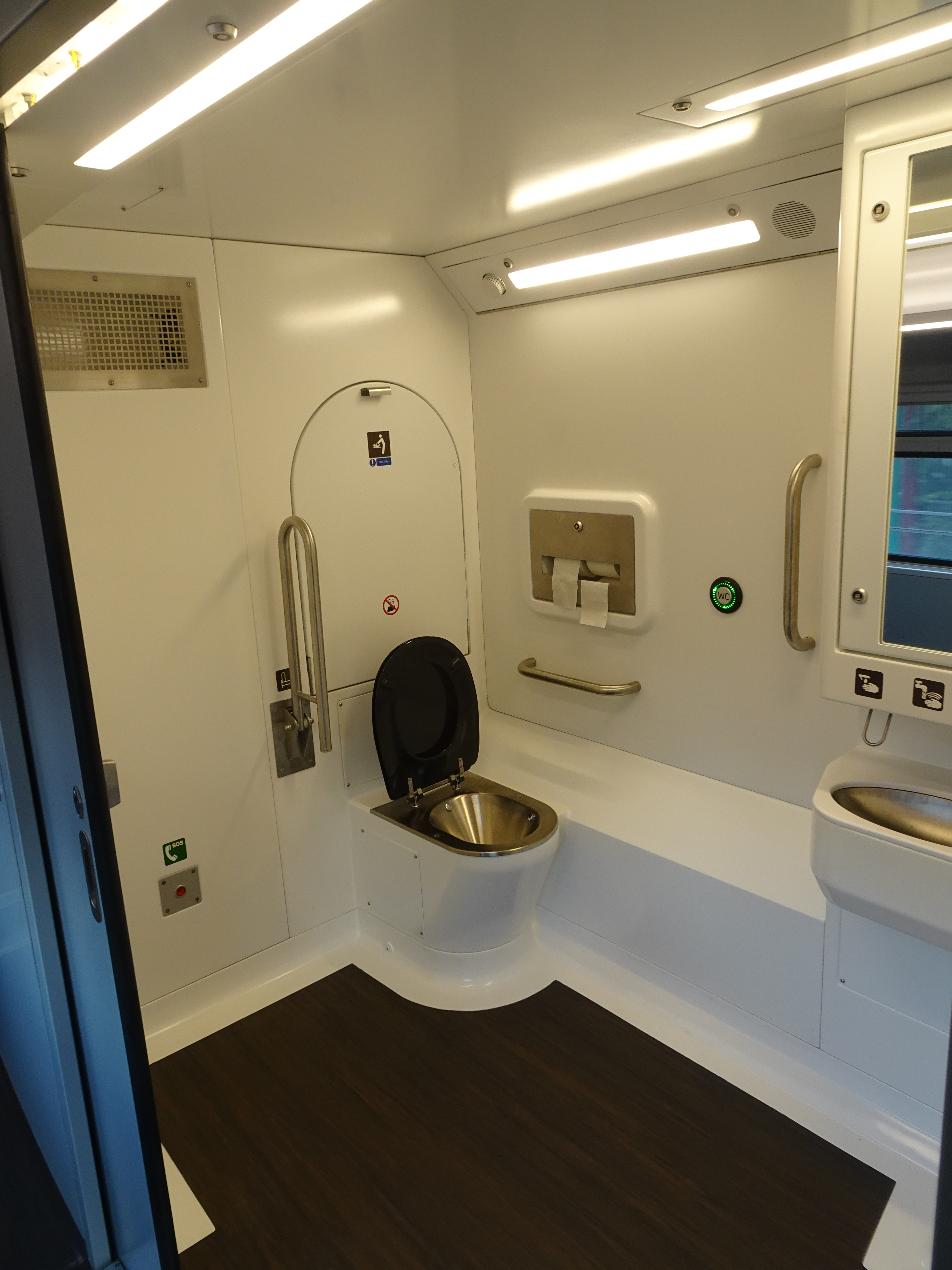
Toegankelijk toilet in de fiets- en rolstoelruimte op de benedenverdieping